# Maria Susanna Cummins
Maria Susanna Cummins, född 9 april 1827, död 1 oktober 1866, var en amerikansk författare.
Cummins skrev en rad populära romaner, av vilka den mest kända är debutromanen, The Lamplighter (1854), som skildrar en fattig och föräldralös flickas liv i torftiga omgivningar, samt Mabel Vaughan (1857, svensk översättning 1858).

## Böcker på svenska
- Lykttändaren (The Lamplighter) (okänd översättare, Köster, 1855)
- Lykttändaren (The Lamplighter) (översättning Signild Wejdling, Hierta, 1899)
- Lykttändaren (The Lamplighter) (översättning Aline Cronhielm, Diakonistyrelsen, 1928)